# Celia Franca
Celia Franca,  O.C., C.C., (née Celia Franks à Londres le 25 juin 1921 et morte à Ottawa le 19 février 2007), est une danseuse de ballet, chorégraphe et directrice artistique canadienne d'origine britannique.

## Biographie
Après une formation avec Antony Tudor et Stanislas Idzikowski, Celia Franca débute au Ballet Rambert en 1937. En 1951, sur une recommandation de Ninette de Valois, sollicitée par des amateurs de ballets classiques canadiens, elle s'établit au Canada et fonde le National Ballet of Canada à Toronto. En quelques mois, elle sélectionne vingt-neuf danseurs par des auditions dans tout le pays, et bâtit avec cette troupe un répertoire solide. Elle le dirige jusqu’en 1974. Elle revient ensuite temporairement comme directrice artistique, puis reste en tant qu'enseignante pendant quelques années. Elle déménage ensuite de Toronto à Ottawa avec son troisième mari, James Morton, clarinettiste à l'Orchestre du Centre national des Arts, enseigne et donne des conférences,.
Elle meurt le 19 février 2007, à l'âge de 85 ans, dans un hôpital d'Ottawa,.

## Honneurs
- 1967 : Officier de l'Ordre du Canada
- 1974 : Prix Molson
- 1985 : Compagnon de l'Ordre du Canada